# Angiotensinkonverterande enzym
Angiotensinkonverterande enzym, ofta förkortat ACE från engelskans angiotensin-converting enzyme, är en grupp av enzymer som ingår i renin-angiotensin-aldosteronsystemet, som reglerar blodtryck och blodflöde.
Om blodtrycket är för lågt avges renin från njuren till blodet. Renin klyver proteinet angiotensinogen varvid angiotensin I bildas. Detta är dock inaktivt, men klyvs genast en gång till av ACE, varvid oktapeptiden angiotensin II bildas. Angiotensin II har mycket stark kärlsammandragande verkan, vilket höjer blodtrycket. Angiotensin II höjer också blodtrycket på andra sätt som stimulering av hjärtat, ökad frisättning av adrenalin och ökad bildning av det natriumsparande hormonet aldosteron i binjurebarken. Slutligen klyver och inaktiverar ACE den kärlvidgande peptiden bradykinin, vilket bidrar till kärlsammandragningen.
Angiotensin II inaktiveras dock delvis genom att klyvas av ACE2, och klyvningsprodukten har t.o.m kärlvidgande effekt. ACE och ACE2 har alltså motsatt verkan, vilket finjusterar regleringen av blodtryck och blodflöde.

## ACE
ACE är ett membranbundet enzym som förekommer på ytan av framför allt endotelceller i lungornas blodkärl. Andra isoformer förekommer bl.a. i njurens blodkärl. ACE upptäcktes 1956.
Eftersom ACE aktiverar angiotensin leder hämning av ACE till vidgade blodkärl. Detta använder man i den viktiga läkemedelsgruppen ACE-hämmare, som dels sänker blodtrycket, dels minskar flödesmotståndet. De används vid hypertoni och hjärtinkompensation

## ACE2
ACE2 förekommer också membranbundet på endotelceller i olika organ och även på andra celler i framför allt tunntarmen, njurarna och hjärtat, men i mindre grad i lungorna. 
Eftersom ACE2 inaktiverar angiotensin II har det en blodtryckssänkande och kärlvidgande effekt. Enzymet är intressant som tänkbart mål för läkemedel inom hjärt-kärlområdet, men några sådana finns ännu inte. ACE2 upptäcktes 2000.
ACE2 har blivit högintressant under covidpandemin eftersom viruset sars-cov-2 binder till det. Virusets spikprotein fäster sig vid ACE2 på celler, exempelvis blodkärlens endotelceller, vilket möjliggör för viruset att komma in i cellen och utnyttja cellens maskineri för replikation. Det här leder till att cellerna angrips och dödas av T-celler. När celler visar upp främmande protein på sin yta binder dessutom antikroppar dit, vilket utlöser ett inflammatoriskt svar, alltså en vaskulit. Endotelskadan aktiverar trombocyter och sätter igång blodkoagulationen, vilket kan ge tromboser. ACE2 finns även på trombocyterna, som aktiveras då virus och antikroppar binder. Naturligt förekommande inhibitorer kan göra det svårare för coronaviruset att binda till enzymet, eftersom dessa förändrar enzymets struktur. Dessa inhibitorer skulle alltså kunna användas för att förebygga att viruset fäster sig vid enzymet och på så sätt också förebygga infektion. 